# Unico Ripperda (1503-1566)

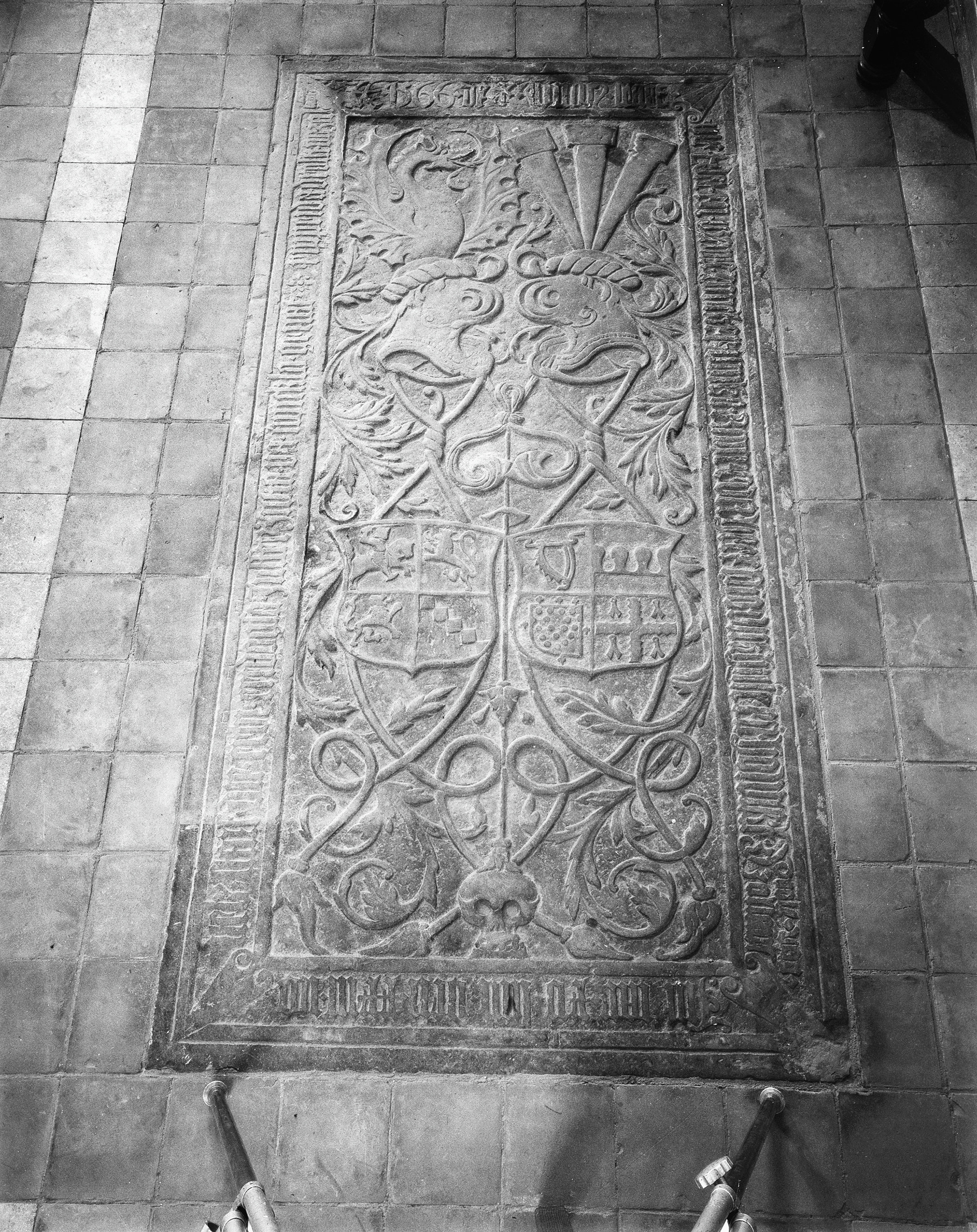
De grafzerk van Unico Ripperda en Judith van Twickelo in de kerk van Wesepe.

Unico Ripperda (1503 - Wesepe, 10 juli 1566) was heer van Boxbergen, Oosterwijtwerd en Dijkhuizen en drost van Salland.
Hij was een zoon van Eggerik Ripperda tot Oosterwijtwert en Dijkhuizen en Aleid van Buckhorst tot Boxbergen. In 1531 trouwde hij met Judith van Twickelo, dochter van Johan III van Twickelo, heer van Twickel en Weldam, en Judith Sticke. Bij haar huwelijk bracht Judith van Twickelo onder andere het Weldam in.
Uit het huwelijk zijn volgende kinderen bekend :
- Eggerik II Ripperda, heer van Boxbergen en Weldam, drost van Salland
- Johan Ripperda tot Weldam, heer van Weldam
- Judith Ripperda
- Hillania Ripperda
- Johan Valck Ripperda, kanunnik in Xanten
- Aleid Ripperda
- Elisabeth (Adriana) Ripperda
- Adriaan Ripperda, heer van Uitwierde, Holwierde, Dijkhuizen en Delfzijl
- Herman Ripperda, heer van Boxbergen en Boekelo
- Balthasar Ripperda, heer van Oosterwijtwert
- Otto Ripperda.

Unico Ripperda was een telg uit de later in Salland en Twente invloedrijke familie Ripperda. Na het huwelijk met Van Twickelo stonden zij aan de basis van de invloed van de Ripperda's in die regio.
Ripperda ligt met zijn vrouw begraven in de kerk van Wesepe.

## Trivia
Willem-Alexander van Oranje Nassau is een afstammeling van het paar.